# André Rivet

André Rivet

André Rivet (Latijnse naam: Rivetus, Saint-Maixent, ca. 1572 - Breda, januari 1651) was een Frans protestants theoloog.
Rivet was de zoon van een koopman. Hij liep school in Niort en studeerde theologie in La Rochelle. In 1592 studeerde hij af als magister artium. Hij werd predikant in Saint-Maixent in 1595. Vervolgens werd hij kapelaan van hertog Claude de la Trémoille en predikant in Thouars. Hij was gezant van de protestantse kerken van Poitou aan het Franse hof in 1610 en zat de synode van Vitré voor in 1617. In 1620 verliet hij Thouars om hoogleraar theologie te worden aan de universiteit van Leiden. Ondanks het verzoek van de synode van Castres om naar Frankrijk terug te keren en een koninklijk bevel hiertoe op straffe van verbeurdverklaring van alle goederen, besloot Rivet in Nederland te blijven. Hij was een vertrouweling van stadhouder Frederik Hendrik en was huispredikant van Amalia van Solms. In 1646 vestigde hij zich in Breda om de Illustere school en Collegium Auriacum te leiden.
Van 1596 tot haar dood in 1620 was Rivet gehuwd met Susanna Oiseau, de dochter van predikant François Oiseau. Het echtpaar kreeg zeven kinderen. In 1621 hertrouwde hij met Marie du Moulin, de zus van Pierre du Moulin. Het echtpaar kreeg nog verschillende kinderen.